# Cerinomyces
Cerinomyces is een geslacht van schimmels behorend tot de familie Dacrymycetaceae. 

## Soorten
Volgens Index Fungorum bestaat het geslacht uit de volgende 32 soorten (peildatum december 2023):
| Soortnaam                | Auteur(s)                                      | Publicatiejaar |
| ------------------------ | ---------------------------------------------- | -------------- |
| Cerinomyces aculeatus    | N. Maek.                                       | 1987           |
| Cerinomyces aeneus       | A. Savchenko, Miettinen & J.C. Zamora          | 2021           |
| Cerinomyces albosporus   | Boidin & Gilles                                | 1986           |
| Cerinomyces altaicus     | Parmasto                                       | 1961           |
| Cerinomyces atrans       | A. Savchenko                                   | 2021           |
| Cerinomyces borealis     | Miettinen, Spirin & A. Savchenko               | 2021           |
| Cerinomyces brevisetus   | Chikowski, Alvarenga & A. Savchenko            | 2021           |
| Cerinomyces canadensis   | (H.S. Jacks. & G.W. Martin) G.W. Martin        | 1949           |
| Cerinomyces cokeri       | (McNabb) A. Savchenko & J.C. Zamora            | 2021           |
| Cerinomyces concretus    | A. Savchenko                                   | 2021           |
| Cerinomyces creber       | J.C. Zamora, A. Savchenko, Trichies & Olariaga | 2021           |
| Cerinomyces crustulinus  | (Bourdot & Galzin) G.W. Martin                 | 1949           |
| Cerinomyces curvisporus  | N. Maek. & M. Zang                             | 1997           |
| Cerinomyces enatus       | (Berk. & M.A. Curtis) A. Savchenko             | 2021           |
| Cerinomyces enterolaxus  | Shirouzu & A. Savchenko                        | 2021           |
| Cerinomyces fasciculatus | Gilb. & Hemmes                                 | 2004           |
| Cerinomyces favonius     | Spirin, Miettinen & A. Savchenko               | 2021           |
| Cerinomyces fugax        | A. Savchenko                                   | 2021           |
| Cerinomyces hesperidis   | A. Savchenko                                   | 2021           |
| Cerinomyces inermis      | A. Savchenko                                   | 2021           |
| Cerinomyces lipoferus    | J.C. Zamora & A. Savchenko                     | 2021           |
| Cerinomyces megalosporus | Duhem                                          | 1998           |
| Cerinomyces nepalensis   | A. Savchenko                                   | 2021           |
| Cerinomyces neuhoffii    | J.C. Zamora & A. Savchenko                     | 2021           |
| Cerinomyces pallidus     | G.W. Martin                                    | 1949           |
| Cerinomyces paulistanus  | A. Savchenko                                   | 2021           |
| Cerinomyces pinguis      | A. Savchenko                                   | 2021           |
| Cerinomyces ramosissimus | A. Savchenko                                   | 2021           |
| Cerinomyces tortus       | (Willd.) Miettinen, J.C. Zamora & A. Savchenko | 2021           |
| Cerinomyces tristis      | Miettinen & A. Savchenko                       | 2021           |
| Cerinomyces verecundus   | A. Savchenko                                   | 2021           |
| Cerinomyces volaticus    | A. Savchenko, Malysheva & J.C. Zamora          | 2021           |